# Walckenaeria placida
Walckenaeria placida este o specie de păianjeni din genul Walckenaeria, familia Linyphiidae. A fost descrisă pentru prima dată de Banks în anul 1892. Conform Catalogue of Life specia Walckenaeria placida nu are subspecii cunoscute.